# Death's Game
Death's Game (hangul: 이재, 곧 죽습니다; rr: Ijae, got jukseumnida; MR: Ijae, kot chuksŭmnida) é uma websérie sul-coreana de fantasia, escrita e dirigida por Ha Byung-hoon, e estrelada por Seo In-guk e Park So-dam. Baseado em um webtoon homônimo, escrito por Lee Won-sik e ilustrado por Ggulchan, e serializado na Naver em 2019, o drama retrata a história de um homem que, em meio à frustração, recebe uma segunda chance após experimentar a morte.
A série, de 8 episódios, foi dividida em duas partes: A primeira, lançada em 15 de dezembro de 2023; e a segunda, lançada em 5 de janeiro de 2024, às 12h (KST).
Death's Game é um drama original da TVING e está disponível no Brasil, na plataforma de streaming Amazon Prime Video.

## Sinopse
A série conta a história de Choi Yi-jae (Seo In-guk), que estando à beira de cair no inferno, vivencia a morte e a reencarnação por 12 vezes, devido ao julgamento da Morte (Park So-dam).

## Elenco

### Principal
- Seo In-guk como Choi Yi-jae: um homem que perdeu a vontade de viver depois de repetidamente não conseguir encontrar um emprego durante sete anos.[7]
- Park So-dam como a Morte: um ser misterioso que condena Yi-jae a 12 ciclos de vida e morte, antes de cair no inferno.[7]

### Reencarnações de Yi-jae
- Choi Si-won como Park Jin-Tae, 33 anos, segundo filho do proprietário do Grupo Taekang, que vence a acirrada competição contra seu irmão para se tornar o representante do Grupo.[8]
- Sung Hoon como Song Jae-Seob, 38 anos, entusiasta de esportes radicais, com quatro recordes mundiais no Guinness.[9]
- Kim Kang-hoon como Kwon Hyeok-Su, 17 anos, vítima de bullying na escola.[10]
- Jang Seung-jo como Lee Ju-Hun, 35 anos, um gângster assassino, membro de uma organização secreta com clientes em todo o mundo.[9]
- Lee Jae-wook como Cho Tae-sang: um aspirante a lutador de artes marciais mistas, de 21 anos, que desistiu de seu sonho devido às circunstâncias de sua família e por ter sido preso.[11]
- Lee Do-hyun como Jang Geon-u: um modelo de 24 anos, sem ambições particulares, que é amado por sua aparência.[12]
- Kim Jae-wook como Jeong Gyu-cheol: um misterioso pintor, de 34 anos, que nasceu em uma família comum.[13]
- Oh Jung-se como An Ji-hyeong: um detetive de 42 anos, que queria se tornar um grande policial como seu pai.[14]
- Kim Won-hae, como um sem-teto.[15]
- Kim Geon-ho, como um trabalhador de escritório.[16]
- Kim Mi-kyung como a mãe de Yi-jae[17]

### Apoio
- Kim Ji-hoon como Park Tae-woo, o primeiro filho do proprietário do Grupo Taekang, que, com a morte do irmão, Park Jin-Tae, se torna CEO do Grupo.[18]
- Go Youn-jung como Lee Ji-su: uma novelista que mantém um relacionamento com Yi-jae desde a época do colegial.[19]
- Yoo In-soo como Lee Jin-sang: colega de classe e agressor de Hyeok-su.[20]
- Choi Woo-jin como Woo Ji-hun: um detetive de homicídios e júnior de An Ji-hyeong.[21]
- Oh Ji-yul como Woo Seul-gi: filha de Ji-hun.[22]

### Outros
- Nam Kyung-eup como o Presidente Park, pai de Tae-woo and Jin-tae, e fundador do Grupo Taekang.[23]
- Kim Ha-eon como o jovem Jin-tae.
- Jung Min-joon como o jovem Tae-woo.
- Jeon Seung-hoon como Na Tae-seok.[24]
- Seo In-geol como Kim Seong-hyeop.[24]
- Seo Woo-hyeok como Han Jun-sang.[24]
- Bae Gang-hee como Kim Eun-jae[24]
- Han Ye-ji como Park Min-ji[24]
- Lim Ji-gyu como Sr. Kim, braço direito de Tae-u.[25]
- Kim Beop-rae como o chefe da organização que Lee Joo-hoon (o personagem da quarta reencarnação de Yi-jae) integra.[26]
- Jung Yong-ju como Kim Ji-yeong.[27]
- Bae Ji-won como Kim Jin-u[27]
- Kim Han-sol como o jovem Yi-jae.[28]

### Aparições especiais
- Kim Sung-cheol como Kim Hyeon-su.[29] (episódio 1)
- Ryeoun como PD mais jovem.[29] (episódio 1)

## Produção
Desenvolvido sob o título provisório I'm Going to Die Soon, (hangul: 이제 곧 죽습니다; rr: Ije got jukseumnida), Death's Game foi escrito e dirigido por Ha Byung-hoon, que já trabalhou em dramas como 18 Again e Go Back.
 A série é baseada no webtoon de mesmo nome, de Lee Won-sik e Ggulchan. As empresas SLL, Studio N e Saram Entertainment gerenciaram a produção da série.
Em 13 de janeiro de 2023, foi anunciado pelo diretor Ha que a produção estava em fase de casting final e as filmagens começariam já em fevereiro e durariam cerca de seis meses.

## Episódios
| Parte | Parte | Episódios | Episódios | Originalmente lançado  |
| ----- | ----- | --------- | --------- | ---------------------- |
|       | 1     | 4         | 4         | 15 de dezembro de 2023 |
|       | 2     | 4         | 4         | 5 de janeiro de 2024   |

| N° | Título | Sinopse | Data de lançamento     |
| -- | --- | --- | ---------------------- |
| 1  | Morte transliteração: "Jugeum" (hangul: 죽음) | Depois de sete anos procurando emprego e lidando com uma vida difícil, Yee-jae decide tirar sua própria vida. Após a morte, ele encontra uma entidade misteriosa.            | 15 de dezembro de 2023 |
| 2  | A Razão Por Que Você Vai Pro Inferno transliteração: "Jiuk-e ganeun i-yu" (hangul: 지옥에 가는 이유)                                                                                      | Yee-jae não entende por que está sendo castigado e protesta, à medida que enfrenta retaliação da Morte.                                                                      | 15 de dezembro de 2023 |
| 3  | A Morte Não Pode Levar Nada transliteração: "Jugeum-eun amugeotdo gajyeogaji mothanda" (hangul: 죽음은 아무것도 가져가지 못한다)                                                          | Enquanto segue passando pelas provações imprevisíveis da Morte, Yee-jae decide dar alguns passos para se preparar para sua próxima vida, sem que a Morte saiba.              | 15 de dezembro de 2023 |
| 4  | A Razão Por Que Você Teme a Morte transliteração: "Jugeum-i duryeo-un i-yu" (hangul: 죽음이 두려운 이유)                                                                                  | A Morte zomba dos humanos, afirmando que eles só lutam desesperadamente pela vida, após haverem morrido. Nesta vida, Yee-jae reencontra alguém de quem sentia muita saudade. | 15 de dezembro de 2023 |
| 5  | É Impossível se Livrar e Lutar Contra a Morte transliteração: "Jugeum-ui teur-eul kkaego ju-geumgwa ssa-uneun geon bulganeunghada" (hangul: 죽음의 틀을 깨고 죽음과 싸우는 건 불가능하다) | A Morte avisa que vai intervir se Yee-Jae tentar matar alguém, mas ele ignora o alerta.                                                                                      | 5 de janeiro de 2024   |
| 6  | Lembrança transliteração: "Gieok" (hangul: 기억) | Yee-Jae planeja conseguir o que o mundo não pôde, enquanto Tae-U começa seu contra-ataque.                                                                                   | 5 de janeiro de 2024   |
| 7  | Oportunidade transliteração: "Gihwi" (hangul: 기회) | Yee-Jae percebe a falta de sentido em uma vida que não seja a dele próprio.                                                                                                  | 5 de janeiro de 2024   |
| 8  | Não Procure a Morte. A Morte te Encontrará transliteração: "Jugeum-eul chatji malla. Jugeum-i dangsin-eul chaj-eul geos-ida" (hangul: 죽음을 찾지 말라. 죽음이 당신을 찾을 것이다)        | Com somente uma bala, Yee-Jae descobre se consegue escapar da Morte e sobreviver.                                                                                            | 5 de janeiro de 2024   |

## Trilha Sonora Original

### Álbum
O álbum com a trilha sonora de Death's Game foi lançado em 11 de janeiro de 2024; contém todos os singles e faixas de fundo da série.
| Faixas         |                                                                                       |                |         |  |
| N.º            | Título                                                                                | Artista        | Duração |  |
| 1.             | "Even If There's No Miracle (기적은 없어도)"                                          | Seo In-guk     | 4:00    |  |
| 2.             | "It's a Lie (거짓말인데)"                                                             | Sondia         | 3:34    |  |
| 3.             | "A Day's Greeting (오늘이 하는 말)"                                                   | Sondia         | 4:54    |  |
| 4.             | "Guilty of Coming to Find Death (죽음은 먼저 찾아온 죄)"                              |                | 2:50    |  |
| 5.             | "Tema Principal"                                                                      |                | 2:45    |  |
| 6.             | "Death's Game (이재, 곧 죽습니다)"                                                    |                | 2:41    |  |
| 7.             | "The Orb of Memory (기억의 구슬)"                                                     |                | 2:06    |  |
| 8.             | "A Death by Design (계획된 죽음)"                                                     |                | 3:21    |  |
| 9.             | "Ephemeral Symphony (한 번의 삶)"                                                     |                | 3:19    |  |
| 10.            | "Death is Merely a Means to End My Pain (죽음은 그저 내 고통을 끝낼 도구에 불과하다)" |                | 3:13    |  |
| 11.            | "Self-Imposed Punishment (스스로에게 내린 벌)"                                        |                | 2:31    |  |
| 12.            | "We Begin the Hunt (사냥을 시작한다)"                                                 |                | 2:30    |  |
| 13.            | "The Dog That Bit his Master (주인을 배신한 개)"                                      |                | 2:31    |  |
| 14.            | "Devil vs Devil (악마 vs 악마)"                                                       |                | 3:07    |  |
| 15.            | "The Origin of All Deaths (모든 죽음의 시작)"                                         |                | 3:13    |  |
| 16.            | "Those Left Behind (남겨진 사람들)"                                                   |                | 3:11    |  |
| 17.            | "Inception of Revenge (복수의 시작)"                                                  |                | 4:33    |  |
| 18.            | "A Day Where Nothing Goes Right (되는 게 하나도 없는 날)"                             |                | 3:07    |  |
| 19.            | "Multiple Lives (여러 개의 목숨)"                                                     |                | 3:30    |  |
| 20.            | "Shadow of Death (죽음의 그림자)"                                                     |                | 3:27    |  |
| 21.            | "The Devil to Kill a Devil (악마로 악마를 죽인다)"                                    |                | 2:44    |  |
| 22.            | "The Hidden Truth of Linked Deaths (연결된 죽음의 실체)"                              |                | 4:35    |  |
| 23.            | "An Eye for an Eye (눈에는 눈)"                                                       |                | 3:10    |  |
| 24.            | "Living in Fear Isn't Real Life (두려움에 떠는 인생은 지짜 인생이 아니다)"            |                | 3:06    |  |
| 25.            | "1201"                                                                                |                | 3:08    |  |
| 26.            | "The Way to Escape Death (죽음을 벗어나는 방법)"                                      |                | 2:30    |  |
| 27.            | "To You in the Future (미래의 너에게)"                                                |                | 1:53    |  |
| Duração total: | Duração total:                                                                        | Duração total: | 85:29   |  |

### Singles

#### Original soundtrack (Part 1–3)
Part 1
| Lançamento: 29 de novembro de 2023[35] |                                  |                |         |  |
| N.º                                    | Título                           | Artista        | Duração |  |
| 1.                                     | "It's a Lie" (거짓말인데)        | Sondia         | 3:34    |  |
| 2.                                     | "It's a Lie" (거짓말인데; Inst.) |                | 3:34    |  |
| Duração total:                         | Duração total:                   | Duração total: | 7:08    |  |
Part 2

| Lançamento: 15 de dezembro de 2023[36] |                                                     |                |         |  |
| N.º                                    | Título                                              | Artista        | Duração |  |
| 1.                                     | "Even If There's No Miracle" (기적은 없어도)        | Seo In-guk     | 4:00    |  |
| 2.                                     | "Even If There's No Miracle" (기적은 없어도; Inst.) |                | 4:00    |  |
| Duração total:                         | Duração total:                                      | Duração total: | 8:00    |  |
Part 3

| Lançamento: 5 de janeiro de 2024[37] |                                            |                |         |  |
| N.º                                  | Título                                     | Artista        | Duração |  |
| 1.                                   | "A Day's Greeting" (오늘이 하는 말)        | Sondia         | 4:54    |  |
| 2.                                   | "A Day's Greeting" (오늘이 하는 말; Inst.) |                | 4:54    |  |
| Duração total:                       | Duração total:                             | Duração total: | 9:48    |  |

## Lançamento
Em 18 de novembro de 2023, foi anunciado que a série estaria disponível para transmissão através do Amazon Prime Video em 240 países e territórios, exceto China e Coreia do Sul.
A série foi dividida em duas partes: a Parte 1, com os quatro primeiros episódios, foi lançada em 15 de dezembro de 2023; enquanto a Parte 2, com os quatro episódios restantes, foi lançada em 5 de janeiro de 2024, às 12h (KST).

## Audiência

### Parte 1
A Amazon Prime Video, serviço OTT da Amazon, que tem uma base de assinantes de 220 milhões (sendo o segundo maior do setor, ficando atrás apenas da Netflix, que tem 238 milhões de assinantes), informou que a série tem sido um tema quente em todo o mundo desde o lançamento da Parte 1, no dia 15 de dezembro de 2023. É o programa mais assistido na Indonésia e na Tailândia e entrou no Top 10 em 43 países ao redor do mundo, incluindo Austrália, Brasil, Japão, Malásia, Peru, Filipinas, Cingapura e Taiwan, em dezembro de 2023.

### Parte 2
No dia 8 de janeiro de 2024, a TVing revelou que a segunda parte do drama, lançada no Amazon Prime Video em 5 de janeiro, alcançou o 2º lugar no ranking global de programas de TV no Prime Video.
Segundo a FlixPatrol, o drama está no top 10 em 71 países. Além do Sudeste Asiático, onde o conteúdo coreano é muito popular, a série também fez sucesso em países como França e México.

## Ligações Externas
- «Sítio oficial» (em coreano)
- Death's Game no Amazon Prime Video
- Death's Game. no IMDb.
- Death's Game no HanCinema (em inglês)
- Death's Game para o Naver (em coreano)
- Death's Game no Comic Naver (em coreano)
- Death's Game no Daum (em coreano)